# Molly Smith
Molly Mickler Smith (* 3. April 1973 in Memphis, Tennessee) ist eine US-amerikanische Filmproduzentin.

## Leben
Molly Smith ist eine Tochter des FedEx-Gründers Frederick W. Smith. Sie studierte Filmproduktion an der Tisch School of the Arts in New York City und wurde ab 2000 als Produktions-Assistentin und ab 2007 als Filmproduzentin tätig. 2013 gründete sie mit den Zwillingen Trent und Thad Luckinbill die Produktionsfirma Black Label Media in Los Angeles. Vor allem der Thriller Sicario war ein großer Erfolg.

## Filmografie (Auswahl)
- 2007: P.S. Ich liebe Dich (P. S. I Love You)
- 2011: Fremd Fischen (Something Borrowed)
- 2013: Beautiful Creatures – Eine unsterbliche Liebe (Beautiful Creatures)
- 2014: The Good Lie – Der Preis der Freiheit (The Good Lie)
- 2014: Das Glück an meiner Seite (You’re Not You)
- 2015: Sicario
- 2017: No Way Out – Gegen die Flammen (Only the Brave)
- 2017: Rebel in the Rye
- 2018: Operation: 12 Strong (12 Strong)
- 2018: Sicario 2 (Sicario: Day of the Soldado)
- 2018: Sierra Burgess Is a Loser
- 2021: Broken Diamonds
- 2022: Devotion
- 2022: Whitney Houston: I Wanna Dance with Somebody
- 2023: Reptile